# Terrell megye (Texas)
Terrell megye az Amerikai Egyesült Államokban, azon belül Texas államban található. Megyeszékhelye és legnagyobb városa Sanderson. Lakosainak száma 760 fő (2020. április 1.). Terrell megye Pecos, Val Verde, Crockett, Acuña község és Brewster megyékkel határos.

## Népesség
A megye népességének változása:
| Lakosok száma | 1008 | 953  | 924  | 903  | 837  | 810  | 760  |
|               | 2010 | 2011 | 2012 | 2013 | 2015 | 2017 | 2020 |